# Sœurs de Notre-Dame de la Merci
Les Sœurs de Notre-Dame de la Merci sont une congrégation religieuse féminine enseignante et hospitalière de droit pontifical. 

## Histoire
La congrégation est fondée le 3 janvier 1864 à Nancy par Élisabeth Bacq, en religion Thérèse de Jésus (1825-1896), avec l'aide de Charles Lavigerie, évêque de Nancy, sous le nom de sœurs de l'Assomption de Notre-Dame. D'abord vouées à l'enseignement, les religieuses commencent à se consacrer ensuite au travail missionnaire en Afrique en formant les Sœurs missionnaires de Notre-Dame d'Afrique puis à l'apostolat des ouvrières sous le nom de petites sœurs de l'ouvrier.
En raison de diverses vicissitudes, la fondatrice perd la direction de l'institut. En 1884, elle garde uniquement le contrôle des communautés d'Aix-en-Provence, Cannes et Saint-Eugène. Pour garantir la stabilité de son œuvre, Mère Bacq change le titre de la congrégation en la dédiant à Notre-Dame de la Merci et obtient son agrégation à l'Ordre de Notre-Dame-de-la-Merci le 4 avril 1887. L'institut reçoit le décret de louange le 25 mars 1912 et ses constitutions sont définitivement approuvées par le Saint-Siège le 6 mai 1941.

## Activités et diffusion
Les sœurs se consacrent à l'enseignement et aux soins des malades
Elles sont présentes en:
- Europe : France, Belgique, Italie.
- Amérique : États-Unis, Chili, Équateur.
- Afrique : Cameroun.
- Asie : Inde, Indonésie, Israël.

La maison-mère est situé via Ostriana à Rome.
En 2017, la congrégation comptait 415 sœurs dans 53 maisons.